# 朱利安·德普雷斯
朱利安·德普雷斯（法語：Julien Desprès，1983年5月12日—），法国男子赛艇运动员。他曾代表法国参加2008年夏季奥林匹克运动会赛艇比赛，获得男子四人单桨无舵手铜牌。